# 카를로스 가르델
카를로스 가르델(Carlos Gardel, 본명 샤를 로뮈알 가르드(Charles Romuald Gardes), 1890년 12월 11일 ~ 1935년 6월 24일)은 탱고에 큰 영향을 끼친 프랑스 태생의 아르헨티나 가수, 탱고 음악가, 작사가, 작곡가, 바리톤 성악가, 기타 연주자, 피아노 연주자, 연극배우, 뮤지컬배우, 영화배우이다. 그는 탱고의 역사에서 가장 잘 알려진 장르의 대표자이다. "탱고 칸시온(Tango Cancion)"의 개척자이자 탱고의 황제인 가르델은 20 세기 전반기에 세계 대중 음악의 가장 중요한 해석자 중 하나였고, <Mi Buenos Aires querido(내 사랑 부에노스 아이레스)>, <Cuesta abajo>, <Amores de estudiante> 등의 엘범이 팔렸고, 탱고와 세계적인 반향과 관련한 수많은 영화에 출품했다. 프랑스의 오트가론주 툴루즈에서 출생한 그는 정식 부부 관계가 아닌 우루과이인 아버지와 프랑스인 어머니 사이에서 출생한 사생아라는 설이 있다.

## 생애
그는 1893년 프랑스 여성인 어머니와 함께 우루과이 몬테비데오로 이주하여 1895년 우루과이 시민권을 취득하였으나 1896년 아르헨티나의 부에노스 아이레스로 다시 이주했고, 1923년에는 아르헨티나 시민권을 얻었다. 현재 예술적인 가치가 뛰어난 건물들이 많이 있는 부에노스 아이레스 근처의 아바스토 시장(Abasto Market)에서 유소년기를 보냈으며, 음악가로서의 전성기를 한창 누리던 시기에 콜롬비아의 메데인에서 비행기 사고로 숨졌다. 라틴 아메리카에서 비극적인 영웅으로 회자되고 있다.
19세기 말, 그는 아르헨티나 부에노스 아이레스 일대와 우루과이 몬테비데오 일대의 정서에서 유래한 탱고 스타일을 표현해 내었다.
그는 보통 Carlitos(카를리토스), El Rey del Tango(탱고의 황제), El Mago(마법사) 라고 불리며 역설적으로 El Mudo(벙어리) 라고도 불린다.

## 작품
1909년 아르헨티나 국립 코리엔테스 극장에서 바리톤 성악가로 첫 데뷔하였으나 전향하고 1910년 그곳에서 탱고 음악 가수로 정식 데뷔하였으며, 수년 동안 그곳에서 Francisco Martino, Jose Razzano와 함께 3인조로 탱고 음악을 노래하였다.
카를로스 가르델은 그의 동료들인 Francisco Martino, Jose Razzano, Alfredo Le Pera와 함께 여러 곡의 탱고 음악을 썼다.
탱고 음악 가수로써의 그의 대표작으로는 <Mi Buenos Aires querido(내 사랑 부에노스 아이레스)>, <Cuesta abajo>, <Amores de estudiante>, <Soledad(외로움, 고독)>, <Volver(귀향)>, <Por una cabeza(간발의 차이)>, <El día que me quieras(당신이 나를 사랑하는 그 날)>가 있다.
수백여곡에 이르는 그의 작품들 중에서도 특히 <Por una cabeza>는 탱고 음악 중에서도 매우 유명한 불후의 명곡이다. 이 음악은 1992년 미국의 영화배우 알 파치노가 극중에서 맹인 퇴역 장교로 열연한 영화 <여인의 향기>의 탱고 장면에서도 사용되었다.

## 영화
- Flor de durazno (1917) (무성영화).
- Mano a mano (1930)
- Luces de Buenos Aires (1931)
- Esperame (1933)
- La casa es seria (1933)
- Melodía de arrabal (1933)
- Cuesta abajo (1934)
- El rango en Broadway (1934)
- El día que me quieras (1935)
- Cazadores de estrellas (1935)
- Tango bar (1935)
- Gardel 2008